# 库尔蒙 (上索恩省)
库尔蒙（法語：Courmont，法語發音：[kuʁmɔ̃]）是法国上索恩省的一个市镇，属于吕尔区。

## 地理
库尔蒙（47°36'43"N, 6°37'43"E）面积6.39 平方千米，位于法国勃艮第-弗朗什-孔泰大區上索恩省，该省份为法国东部内陆省份，北起顺时针与孚日省、贝尔福地区省、杜省、汝拉省、科多尔省和上马恩省接壤。
与库尔蒙接壤的市镇（或旧市镇、城区）包括：洛蒙、贝尔韦讷、尚佩、费蒙、索尔诺。

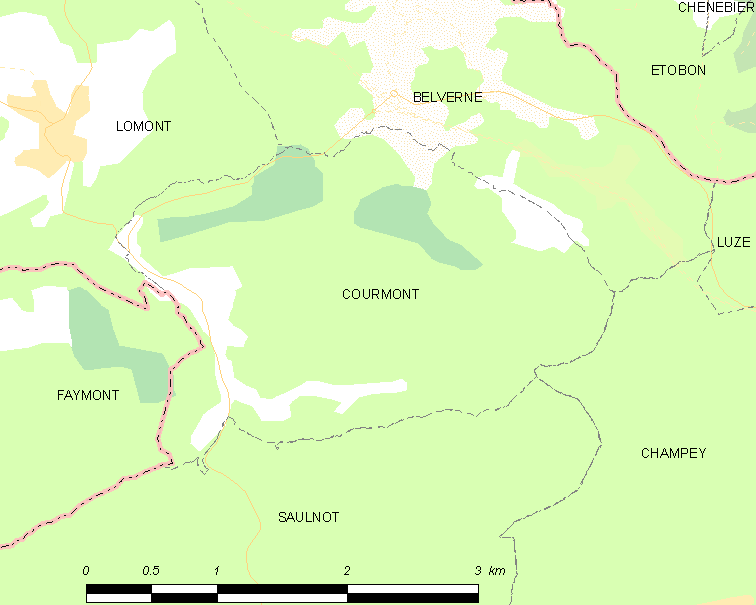
的OSM定位图

库尔蒙的时区为UTC+01:00、UTC+02:00（夏令时）。

## 行政
库尔蒙的邮政编码为70400，INSEE市镇编码为70182。

## 政治
库尔蒙所属的省级选区为埃里库尔第二县。

## 人口

1962-2008年间人口变化图示

库尔蒙于2022年1月1日时的人口数量为120人。